# لنارت اکدال
لنارت اکدال (انگلیسی: Lennart Ekdahl; ۸ دسامبر ۱۹۱۲ – ۱۵ سپتامبر ۲۰۰۵) قایقران، و قایقران قایق بادبانی اهل سوئد بود.